# آشپزخانه برادران تورس
آشپزخانه برادران تورِس (اسپانیایی: Cocina Hermanos Torres‎) رستورانی در شهر بارسلون اسپانیا است. این رستوران از سال ۲۰۲۲ یک رستوران سه ستارهٔ میشلن است.